# Méridienne (meuble)
Pour les articles homonymes, voir Méridienne (homonymie).

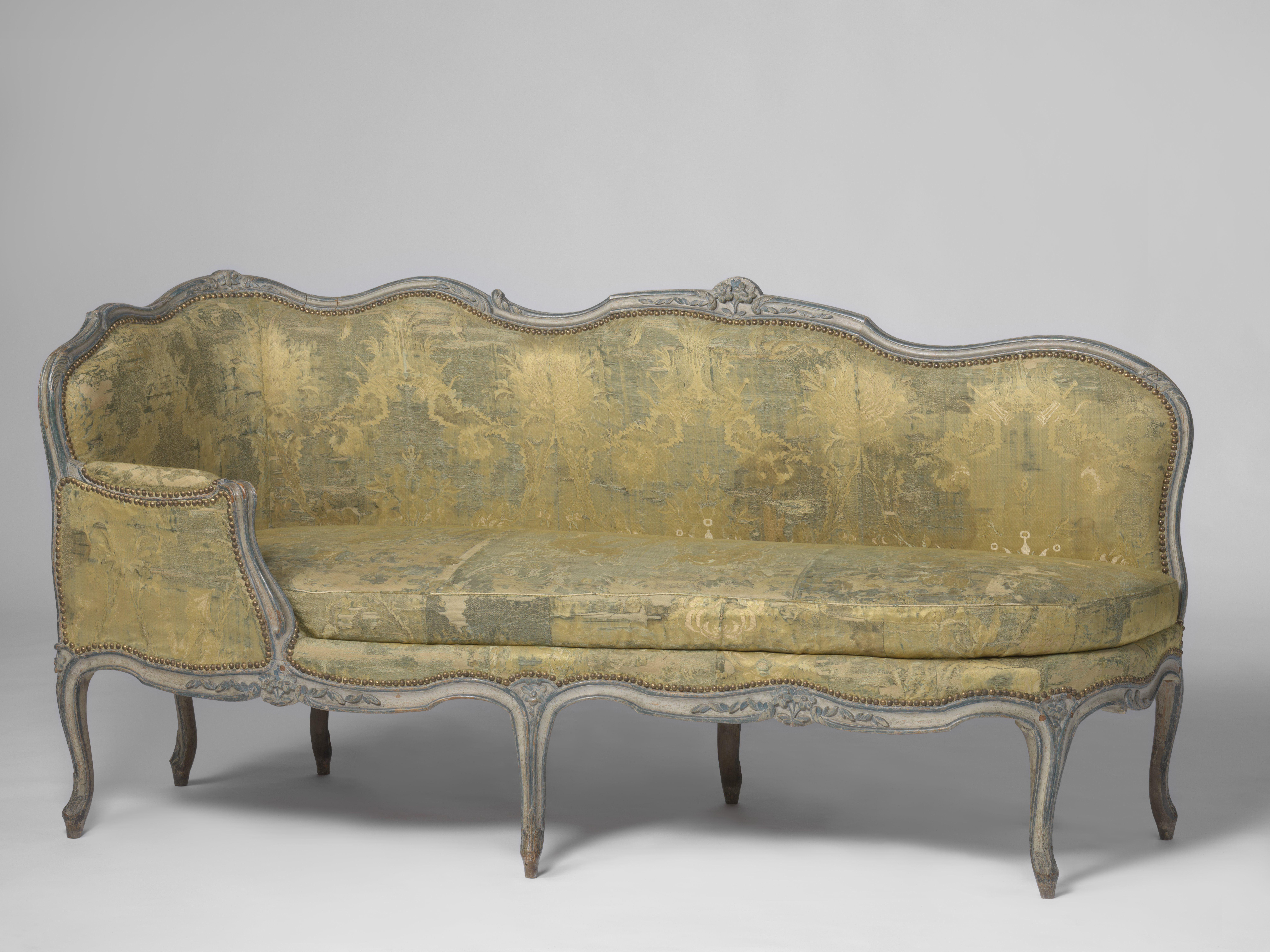
Méridienne (vers 1750-1760).

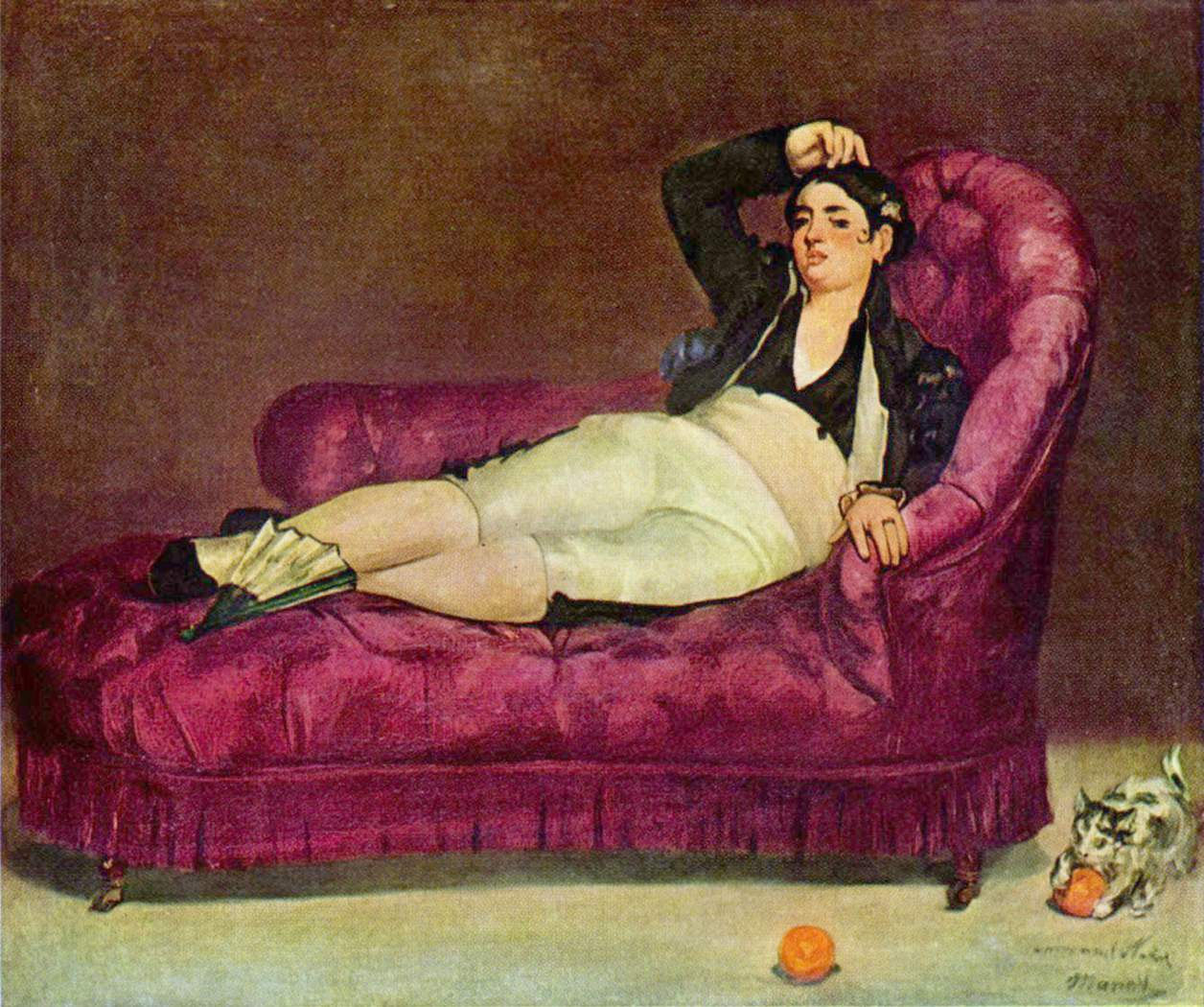
Jeune femme couchée en costume espagnol d'Édouard Manet.

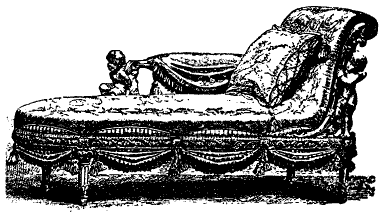
Chaise longue Méridienne du XVIIIe siècle.

Une méridienne est un canapé dont le chevet, relié au pied par un dossier oblique, est plus haut que ce pied. Le mot vient du latin (meridies signifiant midi) et d'un mot d'ancien français signifiant la sieste que l'on fait en milieu de journée. Par extension, le lit de repos pour faire la sieste a pris ce nom.
Selon le Grand Larousse le mot est apparu sous cette acception pour la première fois en 1765. C'est en fait une chaise longue de boudoir, semblable à celle qu'on appelait une « veilleuse » sous Louis XV .